# Ylivieska
Ylivieska je město v provincii Severní Pohjanmaa u Botnického zálivu. Je správním centrem pro Kalajokilaakso a Pyhäjokilaakso, oblast s přibližně 90 000 obyvateli. Ylivieska je také obchodním centrem jižní oblasti Severní Pohjanmaa.
Ylivieska je městem mladých lidí. 25 % populace tvoří mládež do 15 let, přitom v celém Finsku je to pouze 20 % populace. Důsledkem je například rozvinutá taneční scéna ve městě, která je podporována i neziskovou organizací Pohjanmaa Underground ry.
Nejbližšími městy od Yliviesky jsou Oulu (130 km) a Kokkola (79 km), sousední okresy jsou Oulainen, Haapavesi, Nivala, Sievi, Kalajoki, Alavieska a Merijärvi.
Celý okres je jednojazyčný a mluví finsky.
Ve městě se narodil čtvrtý finský prezident Kyösti Kallio.

## Geografie
Ylivieska leží na západ od Botnického zálivu asi 130 km jižně od města Oulu.
Město je charakteristické řekou Kalajoki ("rybí řeka"), která prochází celým centrem od jihovýchodu na severozápad. Zemědělská a hospodářská půda v okolí Kalajoki je známá pod názvem Kalajokilaakso.
Ylivieska leží na hlavním železničním tahu spojujícím sever a jih Finska, vedoucí z Helsinek až na polární kruh do Rovaniemi. Trať byla otevřena v roce 1886 a hraje významnou roli v hospodářském rozvoji města.

## Ekonomie
Zaměstnanost podle průmyslových sektorů (2005)
- Služby 66,1 %
- Průmysl 28,5 %
- Zemědělství a lesnictví 5,4 %
- Nezaměstnaní 11 %

## Statistiky
- Populace: 14,581 (2013)
- plocha 572,68 km²
  - z toho vodní: 4,47 km²
- hustota obyvatel: 26 obyvatel/km².